# وات فو
وات فو ( لائو: ວັດພູ [wāt pʰúː] کوه-معبد) یک مجموعه معبد خمر-هندوئی ویران‌شده در جنوب لائوس است و یکی از قدیمی‌ترین مکان‌های عبادت در جنوب شرق آسیا محسوب می‌شود. این مجموعه در دامنه کوه فو کائو، در فاصله‌ای حدود ۶ کیلومتر (۳٫۷ مایل) از مکونگ در استان چامپاساک قرار دارد.
در این مکان، یک نیایشگاه وجود داشت که حول یک چشمه مقدس و محل تقدیم نذورات به یک روح نگهبان قدرتمند شکل گرفته بود و قدمت آن به دوران پیشاتاریخی بازمی‌گردد. نخستین سازه‌های سنگی مگالیتیک احتمالاً در اوایل قرن دوم پیش از میلاد ساخته شده‌اند و شامل دو سلول سنگی، حکاکی یک کروکودیل، پلکان مارپیچ، و چندین سکوی نذری بودند. یکی از نخستین ساختمان‌های آجری پیش از آنگکور در اوایل قرن هفتم میلادی در این مکان ساخته شد و به محور اصلی تمامی فعالیت‌های ساختمانی بعدی تبدیل شد. بیشتر ساختمان‌های باقی‌مانده متعلق به دوره آنگکوری، یعنی قرون یازدهم تا سیزدهم میلادی هستند.